# Irssi
Irssi(핀란드어 발음: [ˈirsːi])는 리눅스, FreeBSD, macOS, 마이크로소프트 윈도우용 IRC 클라이언트 프로그램이다. Timo Sirainen이 처음 개발했으며 1999년 1월 GNU GPL 2.0 이상 라이선스로 출시되었다.
Irssi는 C 프로그래밍 언어로 개발되었으며 일반 동작에서는 텍스트 모드 사용자 인터페이스를 사용한다.

## 같이 보기
- 위챗 (2003년 소프트웨어)